# Ronald Venetiaan
Ronald Venetiaan, född 18 juni 1936 i Paramaribo, var Surinams president 2000–2010. Venetiaan är medlem i Surinams nationella parti. 
Han studerade matematik och fysik i Leiden i Nederländerna. Han återvände sedan till Surinam, där han arbetade som lärare. År 1991 blev han president i Surinam, och sedan en andra gång år 2005. Venetiaan skriver även dikter.